# 1 Samuel 16

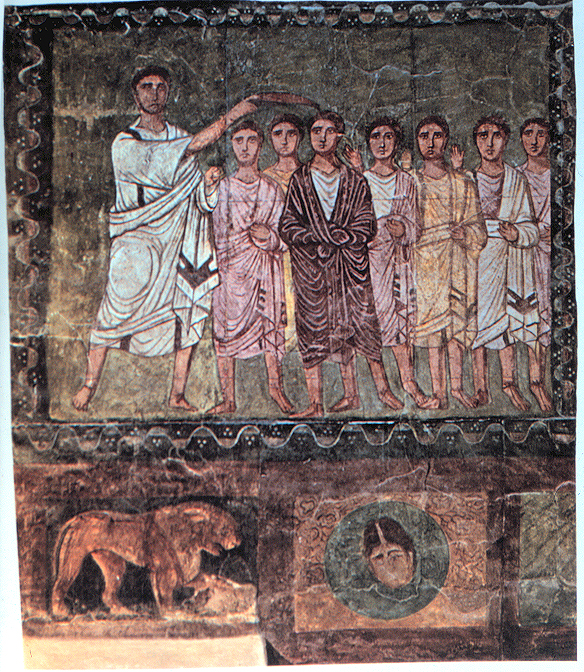
«Samuel unge a David» de Sinagoga de Dura-Europos.Panel de madera interior de una sinagoga en Dura-Europos, Siria (del / d. C.)

1 Samuel 16 es el decimosexto capítulo del Primer Libro de Samuel en el Antiguo Testamento de la Biblia cristiana  o la primera parte de los Libros de Samuel en la Biblia hebrea. Según la tradición judía, el libro se atribuyó al profeta Samuel, con adiciones de los profetas Gad y Natán, pero muchos eruditos modernos lo ven como una composición de varios textos independientes de diversas épocas, desde el 630-540 a. C. aproximadamente.  Este capítulo contiene la unción de David por parte de Samuel y el temprano servicio de David a Saúl. Esto se encuentra dentro de una sección que comprende desde 1 Samuel 16 hasta 2 Samuel 5 que registra el ascenso de David como rey de Israel.

## Texto
Este capítulo fue escrito originalmente en el idioma hebreo. Está dividido en 52 versículos.

### Testigos textuales
Algunos manuscritos antiguos que contienen el texto de este capítulo en hebreo son de la tradición del Texto Masorético, que incluye el Códice de Jerusalén (895), el Códice de Alepo (siglo X) y el Códice de Leningrado (1008). Se encontraron fragmentos que contienen partes de este capítulo en hebreo entre los Rollos del Mar Muerto, incluido el 4Q51 (4QSama; 100-50 a. C.) con los versículos 3-4, 9-10 y 12 existentes.
Entre los manuscritos antiguos existentes de una traducción al griego koiné conocida como la Septuaginta (originalmente realizada en los últimos siglos a. C.) se encuentran el Códice Vaticano (B; {\displaystyle \ ara{G}}B; siglo IV) y el Códice Alejandrino (A; {\displaystyle \ ara{G}}A; siglo V).

## Lugares
- Belén
- Guibeá
- Ramah

## Análisis
La sección que comprende desde 1 Samuel 16 hasta 2 Samuel 5 se conoce como la «Historia del ascenso de David»,
con David como personaje central, dentro de la cual 1 Samuel 16:1 a 2 Samuel 1:27 forman una unidad independiente con el tema central de «el declive de Saúl y el ascenso de David». La parte enfatiza que David es el rey elegido por Dios (1 Samuel 16:1-13; «el Señor estaba con él» 1 Samuel 16:18; 18:14), pero Saúl seguía siendo rey y David tuvo cuidado de no arrebatarle el reino al ungido de Dios (1 Samuel 24:6; 26:9), aunque a lo largo de la obra se muestra que David estaba bajo la bendición, mientras que Saúl estaba bajo la maldición. La narración hace hincapié en que David no llegó al poder matando a la familia de Saúl, y que Saúl y su hijo Jonatán sabían que David era el sucesor elegido; Jonatán incluso ayudó a David con su propia abdicación virtual, mientras que Saúl trató de oprimir a David debido a los celos.

## Samuel unge a David como rey de Israel (16:1-13)
La narración de la unción de David tiene algunas similitudes con la propia elección de Saúl para la realeza:
- Solo YHWH elige a un rey (el verbo hebreo «bahar», «elegir», se utiliza en ambos relatos; 1 Samuel 10:24; 16:8-10), por lo que tanto Saúl como David no llegaron al trono por casualidad o por la fuerza.
- Saúl era del clan más pequeño de la tribu más pequeña de Israel, mientras que David era el más joven de los hijos de Isaí.
- David no estaba presente para el examen y tuvo que ser traído de los campos, mientras que Saúl tuvo que ser traído de entre el equipaje.[15]

A pesar de las similitudes, la principal diferencia introducida por esta narrativa es que Saúl fue rechazado, pero David elegido, como se muestra explícitamente en el versículo 13 con la «transferencia del espíritu de YHWH de Saúl a David y el abandono de Saúl a un espíritu malévolo».

### Versículo 1
El Señor dijo a Samuel: «¿Hasta cuándo llorarás a Saúl, ya que yo lo he rechazado para que no reine sobre Israel? Llena tu cuerno de aceite y ve; te envío a Isaí, el de Belén. Porque entre sus hijos me he provisto de un rey»». Ref. 1 Samuel 16:1.
- «Cuerno con aceite»: El aceite de la unción se colocaba en un cuerno de animal como recipiente, a diferencia del «frasco de aceite» utilizado para ungir a Saúl en 1 Samuel 9.[16] El uso de aceite para la unción se encontró en algunos informes del antiguo Cercano Oriente, pero la unción de un «cuerno de aceite» se encontró únicamente en la antigua Siria-Palestina, como una representación en una tumba egipcia (de 1420 a. C.) de un enviado sirio-palestino que lleva un cuerno de aceite, y un texto ugarítico que se refiere a la unción de la hija del rey Amuru vertiendo aceite de un cuerno sobre su cabeza. [17]
- «Provisto»: literalmente «visto» en hebreo. [18]

### Versículo 2
Y Samuel dijo: «¿Cómo puedo ir? Si Saúl se entera, me matará.
Y el Señor dijo: «Lleva contigo una vaquilla y di: “He venido a sacrificar al Señor”.
Tras el rechazo de Saúl (versículo 1), Samuel temía las represalias de Saúl, por lo que tuvo que fingir que iba a Belén para ungir al sustituto de Saúl.
- «Contigo»: hebreo: «en tu mano».[20]

### Versículo 7
Pero el Señor dijo a Samuel: «No mires su apariencia ni la altura de su estatura, porque lo he rechazado. Porque el Señor no ve como ve el hombre. Porque el hombre mira la apariencia exterior, pero el Señor mira el corazón».
Aunque David era guapo (versículo 12), se hace hincapié en que Dios no mira la «apariencia externa», ya que fue precisamente por esa razón por la que Eliab, que era tan alto como Saúl, fue rechazado.

## David al servicio de Saúl (16:10-35)

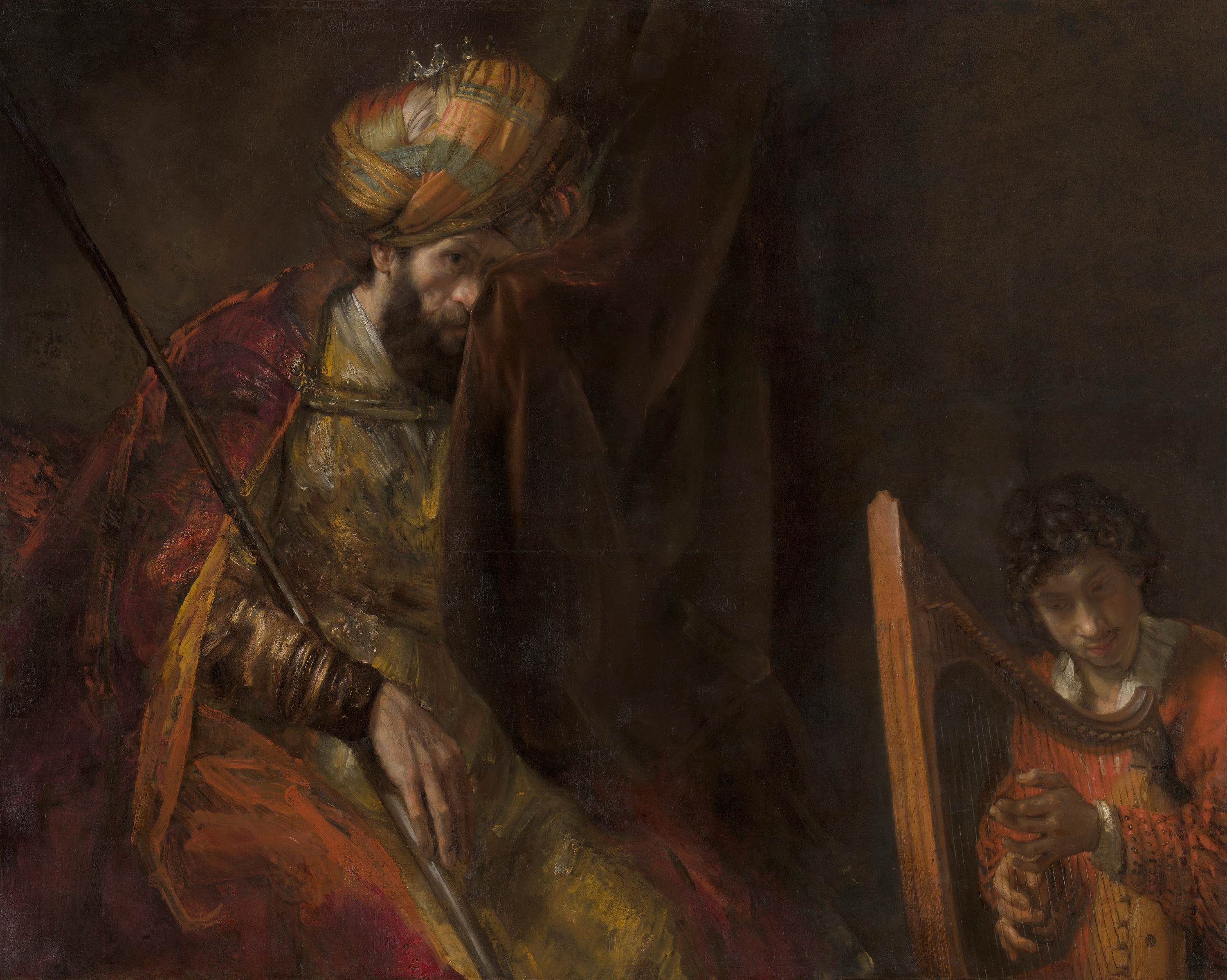
«Saúl y David» por Rembrandt (entre 1650 y 1670)

Poco después de que David fuera ungido y dotado del espíritu de YHWH, Saúl cayó enfermo (versículo 14), lo que resultó ser una oportunidad para que David entrara en la corte. David fue admitido por su habilidad para tocar música (versículo 18), pero dentro de la corte recibió una formación palaciega que le sería útil en el futuro. Al parecer, la destreza militar de David también atrajo la atención de Saúl, cuya política consistía en alistar a todos los hombres capaces en su lucha contra los filisteos (1 Samuel 14:52), por lo que David fue nombrado además portador de la armadura de Saúl. Además, se decía que David tenía buen juicio intelectual, era un hombre con presencia (versículo 18) y, además de eso, «YHWH está con él». El versículo 21 incluso afirma que «Saúl lo amaba» («Saúl» se mencionaba explícitamente en la Septuaginta griega, en lugar de un sujeto ambiguo en el texto masorético), lo que más tarde se convirtió en una relación de amor-odio entre los dos. Una declaración importante en el versículo 23: Saúl estaba completamente en manos de David, y David se tomó esa responsabilidad en serio.

### Versículo 14
Ahora el Espíritu del Señor se había apartado de Saúl, y un espíritu maligno del Señor lo atormentaba.
- «Espíritu maligno»: La palabra hebrea traducida aquí como «maligno» puede referirse a (1) el carácter del espíritu o a (2) su efecto sobre Saúl. Si es lo primero, podría traducirse como «espíritu demoníaco», pero si es lo segundo, otra opción de traducción podría ser «un espíritu que causa daño».[23] Un espíritu maligno de Dios fue enviado para sembrar la discordia entre Abimelec y el pueblo de Siquem (Jueces 9:23); aquí el espíritu maligno provocaría discordia entre Saúl y David.[24]

### Versículo 18
Entonces uno de los criados respondió y dijo:
«He aquí, yo he visto a un hijo de Isaí betlemitano, que sabe tocar, y es valiente y vigoroso y hombre de guerra, prudente en sus palabras, y hermoso, y Jehová está con él»
- «Prudente en el habla»: en hebreo, literalmente, «discernidor de palabras».[26]
- «Un hombre apuesto»: en hebreo, literalmente, «un hombre de forma».[27]

### Comentarios sobre Samuel
- Auld, Graeme (2003). «1 & 2 Samuel».  En James D. G. Dunn and John William Rogerson, ed. Eerdmans Commentary on the Bible. Eerdmans. ISBN 9780802837110.
- Bergen, David T. (1996). 1, 2 Samuel. B&H Publishing Group. ISBN 9780805401073.
- Gordon, Robert P. (1999). I & II Samuel, A Commentary. Zondervan. ISBN 978-0310230229.
- Hertzberg, Hans Wilhelm (1964). I & II Samuel, A Commentary (trans. from German 2nd edition 1960 edición). Westminster John Knox Press. p. 19. ISBN 978-0664223182.
- Tsumura, David Toshio (2007). The First Book of Samuel. Eerdmans. ISBN 9780802823595.

### General
- Breytenbach, Andries (2000). «Who Is Behind The Samuel Narrative?».  En Johannes Cornelis de Moor and H.F. Van Rooy, ed. Past, Present, Future: the Deuteronomistic History and the Prophets. Brill. ISBN 9789004118713.
- Coogan, Michael David (2007).  Coogan, Michael David; Brettler, Marc Zvi; Newsom, Carol Ann et al., eds. The New Oxford Annotated Bible with the Apocryphal/Deuterocanonical Books: New Revised Standard Version, Issue 48 (Augmented 3rd edición). Oxford University Press. ISBN 978-0195288810.
- Fitzmyer, Joseph A. (2008). A Guide to the Dead Sea Scrolls and Related Literature. Grand Rapids, MI: William B. Eerdmans Publishing Company. ISBN 9780802862419.
- Halley, Henry H. (1965). Halley's Bible Handbook: an abbreviated Bible commentary (24th (revised) edición). Zondervan Publishing House. ISBN 0-310-25720-4. (requiere registro).
- Hayes, Christine (2015). Introduction to the Bible. Yale University Press. ISBN 978-0300188271.
- Jones, Gwilym H. (2007). «12. 1 and 2 Samuel».  En Barton, John; Muddiman, John, eds. The Oxford Bible Commentary (first (paperback) edición). Oxford University Press. pp. 196-232. ISBN 978-0199277186. Consultado el 6 de febrero de 2019.
- Klein, R.W. (2003). «Samuel, books of».  En Bromiley, Geoffrey W, ed. The International Standard Bible Encyclopedia. Eerdmans. ISBN 9780802837844.
- Knight, Douglas A (1995). «Chapter 4 Deuteronomy and the Deuteronomists».  En James Luther Mays, David L. Petersen and Kent Harold Richards, ed. Old Testament Interpretation. T&T Clark. p. 62. ISBN 9780567292896.
- Ulrich, Eugene, ed. (2010). The Biblical Qumran Scrolls: Transcriptions and Textual Variants. Brill.
- Würthwein, Ernst (1995). The Text of the Old Testament. Grand Rapids, MI: Wm. B. Eerdmans. ISBN 0-8028-0788-7. Consultado el 26 de enero de 2019.